# Ямсянйокі (річка)
Ямсянйокі (фін. Jämsänjoki) — річка в Центральній Фінляндії, що випливає з озера Канкарісвесі, що є частиною водної акваторії річки Кюмійокі на півночі країни. Річка перетинає центри міст Ямся і Ямсянкоскі і впадає до озера Пяйянне, другого за величиною озера у Фінляндії. 
Довжина річки 15 км, площа водозбору — 1448,3 км². Але незважаючи на свою невелику протяжність, річка завжди мала велике господарське і культурне значення в регіоні прилеглих міст і сіл. 
В районі Коскенпяя і Ямсянкоскі річка перегороджена греблями електростанцій, що постачають електронергію для одного з найбільших паперових заводів Фінляндії UPM Yhtyneet Paperitehtaat Jämsänkoski . 